# Kruszyn (gromada w powiecie bydgoskim)
Kruszyn (alt. Kruszyn Krajeński) – dawna gromada, czyli najmniejsza jednostka podziału terytorialnego Polskiej Rzeczypospolitej Ludowej w latach 1954–1972.
Gromady, z gromadzkimi radami narodowymi (GRN) jako organami władzy najniższego stopnia na wsi, funkcjonowały od reformy reorganizującej administrację wiejską przeprowadzonej jesienią 1954 do momentu ich zniesienia z dniem 1 stycznia 1973, tym samym wypierając organizację gminną w latach 1954–1972.
Gromadę Kruszyn z siedzibą GRN w Kruszynie utworzono – jako jedną z 8759 gromad na obszarze Polski – w powiecie bydgoskim w woj. bydgoskim, na mocy uchwały nr 24/3 WRN w Bydgoszczy z dnia 5 października 1954. W skład jednostki weszły obszary dotychczasowych gromad Kruszyn, Kruszyniec, Zielonczyn i Pawłówek ze zniesionej gminy Dąbrówka Nowa, obszar dotychczasowej gromady Osowagóra ze zniesionej gminy Bydgoszcz oraz obszar dotychczasowej gromady Strzelewo ze zniesionej gminy Ślesin w tymże powiecie. Dla gromady ustalono 23 członków gromadzkiej rady narodowej.
31 grudnia 1959 z gromady Kruszyn (Krajeński) wyłączono wieś Osowa Góra, włączając ją do miasta (na prawach powiatu) Bydgoszczy w tymże województwie, po czym gromadę Kruszyn zniesiono, włączając jej (pozostały) obszar do gromad Ślesin (wsie Zielończyn i Strzelewo wraz z miejscowościami Janin i Kamieniec) i Sicienko (wsie Kruszyn, Kruszyniec i Pawłówek) w powiecie bydgoskim.